# Gvajanski crveni urlikavac
Gvajanski crveni urlikavac (lat. Alouatta macconnelli) je vrsta primata iz porodice hvataša. Živi u Surinamu, Gvajani, Trinidadu, Francuskoj Gvajani i Brazilu. Staništa su mu kišne i suhe širokolisne šume tropskih i suptropskih predjela.

## Opis
Kao i većina primata, dosta je zdepasto građen. Dugi rep je uvijen, na njegovom dnu nema nikakvih dlaka. Na tamnom licu također nema nikakvih dlaka, dok je krzno tijela crvenkasto-smeđe boje. Mužjaci su sa svojih 5,2 do 7,1 kilograma teži od ženki, čija prosječna težina iznosi između 4,1 i 5 kilograma.